# Rhodactis howesi
Rhodactis howesi är en korallart som beskrevs av William Saville-Kent 1893 . Rhodactis howesi ingår i släktet Rhodactis och familjen Corallimorphidae. Inga underarter finns listade i Catalogue of Life.